# 13番街

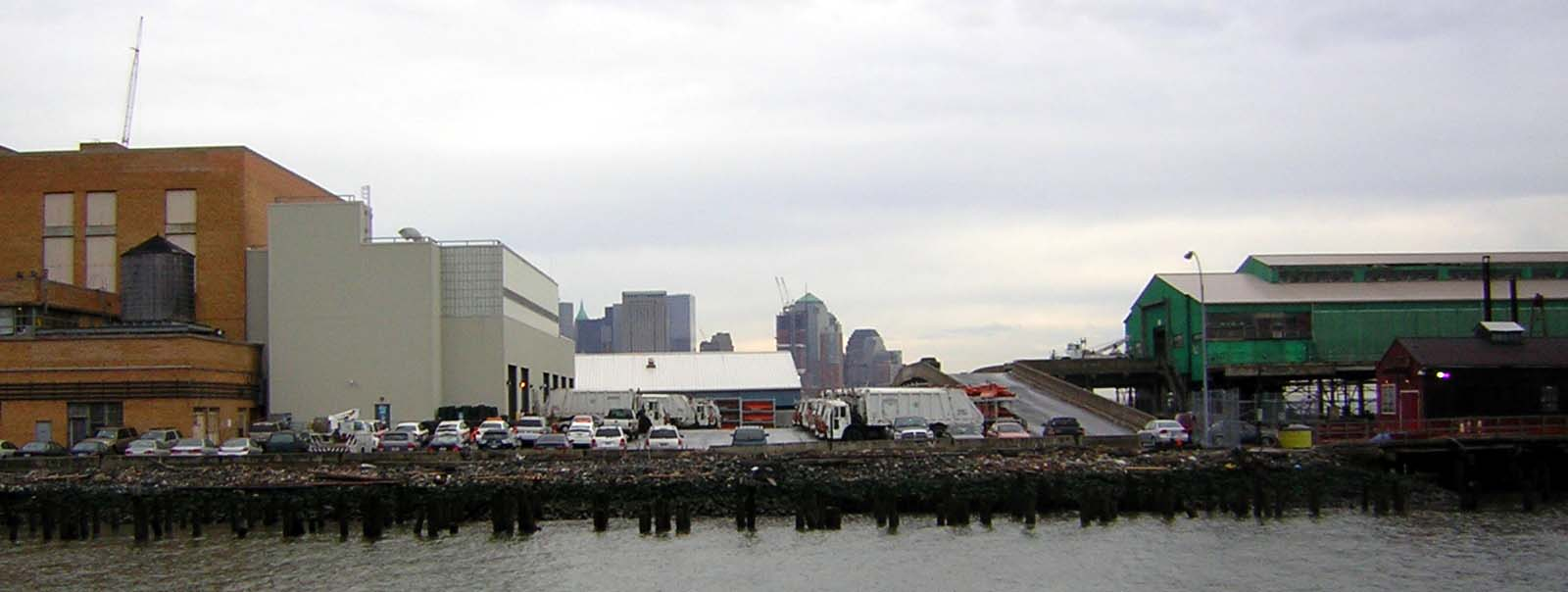
北側から見た13番街。奥にワールド・ファイナンシャル・センターが見える。

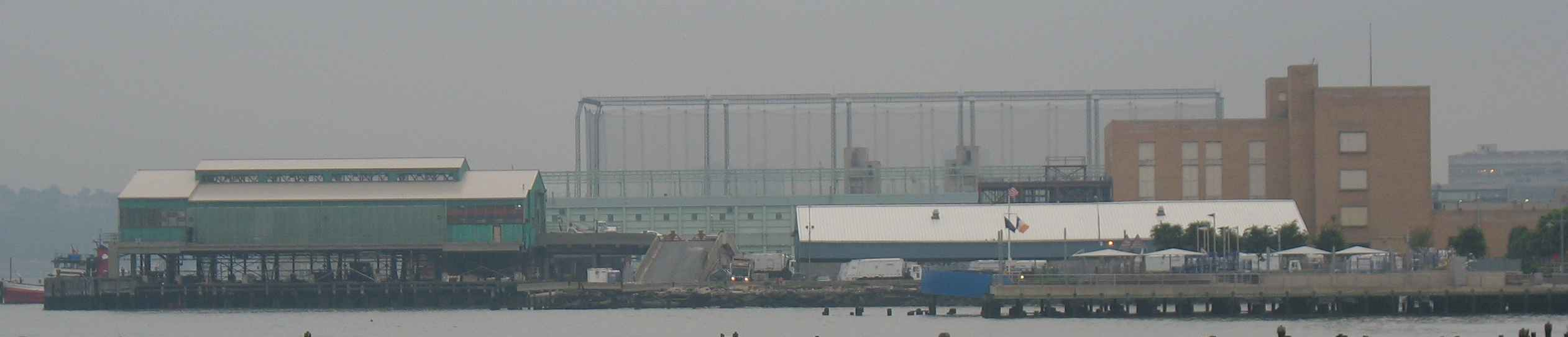
南側から見たガンズヴォード・ペニンシュラ（半島）。手前の桟橋の向こうに見える埋立地には清掃局のゴミ収集車車庫がある。背後のフェンスはチェルシー・ピアのゴルフ打ちっぱなし場。

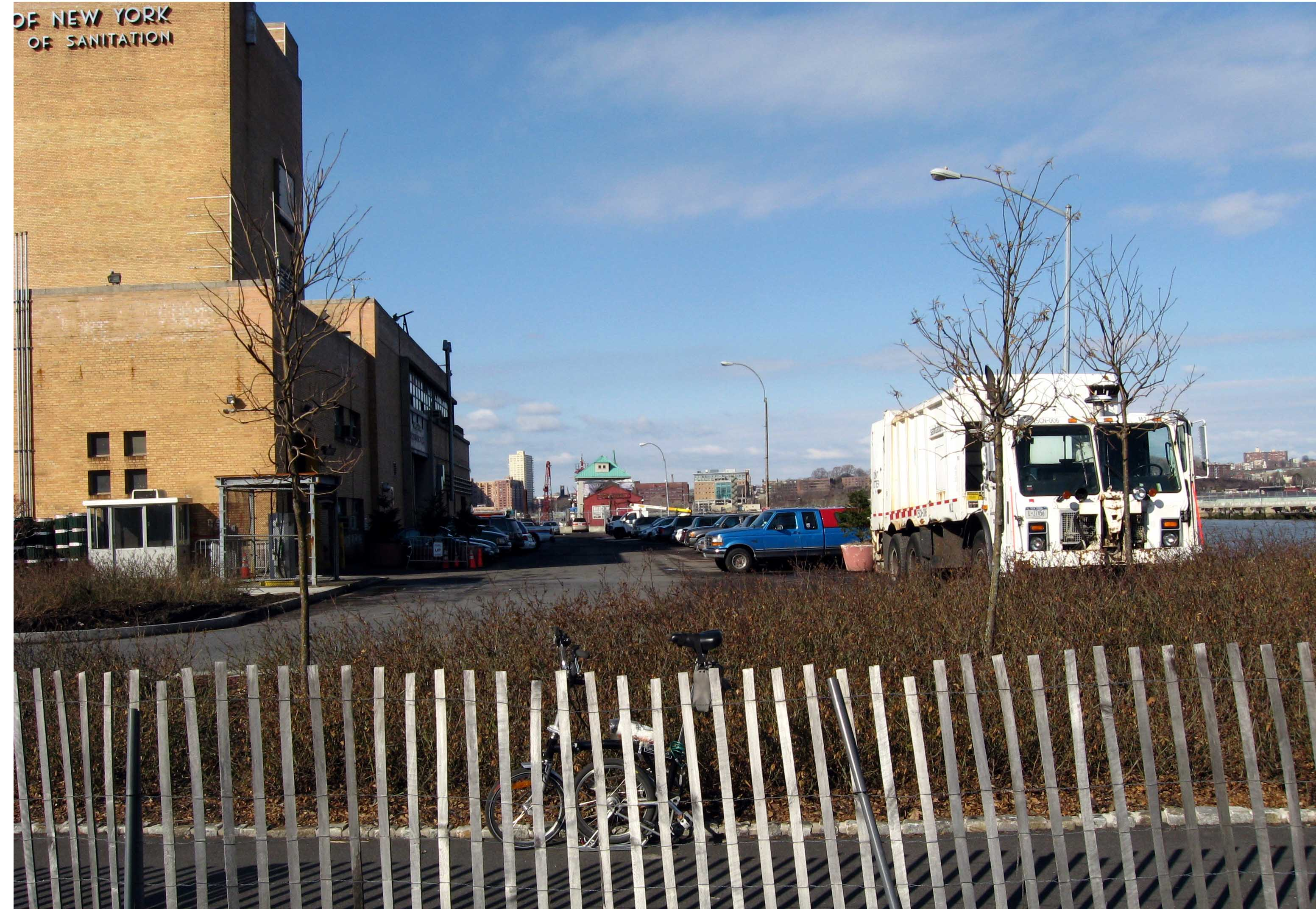
ブルームフィールド通り

13番街 (13ばんがい) は、アメリカ合衆国 ニューヨーク市 マンハッタン区を走る通りである。1837年にハドソン川の埋立地に建設されたが、現在では1ブロックしか残されていない。
1891年のブロムリー地図には、11丁目から29丁目あたりまで北に延びた通りが記されている。北の部分は、後に12番街となった。
20世紀初め、ニューヨーク市は従来よりも長い埠頭をハドソン川沿岸に建設しようとしていた。ルシタニアやタイタニックのように長大化した船舶を収容できるようにするためである。しかし、バルクヘッド・ラインを管理する立場のアメリカ政府は、長い埠頭の建設を認めようとしなかった。
海運会社は、アップタウン方面の遠方に長い埠頭を建設することには気乗りしなかった。なぜなら、マンハッタンへの船舶に接続する、ニューヨーク・セントラル鉄道の路線や23丁目フェリー駅などのインフラが既に整備されていたからである。
そこでニューヨーク市は22丁目より南の埋立地をまるごと削り取るという異例の手段を採った。これにより、豪華客船の取り扱いが可能なチェルシー埠頭を建設できるようにしたのである。
ガンズヴォード通りの北の小さな区画、ウエスト・ワシントン・マーケット (West Washington Market)は例外として残され、半島（ガンズヴォード・ペニンシュラ）となった。1ブロック分のみ残された13番街は、ガンズヴォード通りからウエストサイド・ハイウェイを渡ったところにあるブルームフィールド通りゴミ収集車車庫(Bloomfield Street Sanitation Depot)の裏手にあり、現在はゴミ収集車およびニューヨーク市清掃局職員の自家用車が駐車場として利用している。この残った部分には13番街と明示する標識などは一切ない。ここを砂浜にする、またはリサイクル可能な廃棄物を船舶に積み込むための埠頭にするという提案が出ている。